# Фрационе Черизола Вила Кроче (Кунео)
Фрационе Черизола Вила Кроче је насеље у Италији у округу Кунео, региону Пијемонт.
Према процени из 2011. у насељу је живело 5 становника. Насеље се налази на надморској висини од 501 м.